# Pimelea ramosissima
Pimelea ramosissima är en tibastväxtart som beskrevs av Karl Moritz Schumann. Pimelea ramosissima ingår i släktet Pimelea och familjen tibastväxter. Inga underarter finns listade i Catalogue of Life.